# Martina Bárta
Martina Bárta (Prága, 1988. szeptember 1. –) cseh énekes. Ő képviselte Csehországot a 2017-es Eurovíziós Dalfesztiválon Kijevben. Az első elődöntőből nem sikerült továbbjutnia, itt a 13. helyen végzett 83 ponttal.